# Szkocki Instytut Edukacji
Szkocki Instytut Edukacji (ang. Educational Institute of Scotland, EIS; gael. Institiud Foghlam na h-Alba) – szkocki związek zawodowy nauczycieli działający od 1847. Jest najstarszym nauczycielskim związkiem zawodowym na świecie i jednocześnie największym nauczycielskim związkiem zawodowym w Szkocji, zrzeszającym 80% kadry zawodowej w kraju. W 2022 liczył 56 342 członków.
EIS jest zrzeszony w centralach związkowych: Kongresie Związków Zawodowych (TUC) oraz Kongresie Szkockich Związków Zawodowych (SCTU).

## Historia
Szkocki Instytut Edukacji został założony 18 września 1847 przez około 600 nauczycieli z całego kraju, którzy zebrali się w auli szkoły średniej w Edynburgu. Założenie organizacji miało na celu „promocję rzetelnej edukacji i wsparcia interesów edukacji w Szkocji". Chociaż już przed tym wydarzeniem istniało wiele lokalnych stowarzyszeń nauczycielskich, to EIS stanowiło pierwszy ogólnokrajowy.
W 1851 królowa Wielkiej Brytanii Wiktoria nadała związkowi zawodowemu kartę królewską (ang. royal charter), która nadawała wiele uprawnień, w tym możliwość przyznawania stopnia naukowego „Fellow of the Educational Institute of Scotland”. EIS pozostaje jedynym związkiem zawodowym, który ma możliwość przyznawania stopni naukowych.
Od 1917 wydaje gazetę „Scottish Educational Journal”, kóra ukazuje się również w formie elektronicznej.
W 1971 EIS przyłączył się do centrali związkowej STUC, a w 1977 do ogólnobrytyjskiego TUC.